# Nationale Zoölogische Collectie van Suriname
De Nationale Zoölogische Collectie van Suriname (NZCS) is een instituut op de campus van de Anton de Kom Universiteit van Suriname die een collectie bijeenbrengt voor onderzoek naar dieren (zoölogie) in Suriname.
De NZCS heeft een bibliotheek met literatuur en rapporten over biodiversiteits- en milieugerelateerde onderwerpen. Het instituut doet zelf ook onderzoek op locatie, zoals in 2013 naar insecten op de Brownsberg in Brokopondo, en naar gebieden die ermee in verband staan, zoals rond 2022 naar het gehalte van kwik in lucht, water, bodem, en in mensen en vissen. Ook geeft het ondersteuning aan mensen die zelf naar het binnenland trekken voor onderzoek.